# Chutor Jancewicze
Chutor Jancewicze (biał. Хутар Янцавічы, Chutar Jancawiczy; ros. Хутор Янцевичи, Chutor Jancewiczi) – wieś na Białorusi, w obwodzie grodzieńskim, w rejonie lidzkim, w sielsowiecie Dzitwa.